# Kayqubad II
'Alā al-Dīn Kayqubād bin Kaykhusraw, anche Kayqubad II (Lingua araba علا الدين كيقبادان بن كيخسرو; Lingua turca II. Alaeddin Keykubad; fl. XIII secolo), fu sultano del sultanato turco di Rum dal 1249 al 1254. Regnò congiuntamente ai fratelli Kaykaus II e Qilij Arslan IV. Apparteneva alla dinastia selgiuchide.